# Sitio de Zutphen (1591)
El sitio de Zutphen fue un asedio de once días a la ciudad de Zutphen por parte de tropas holandesas e inglesas dirigidas por Mauricio de Nassau, durante la Guerra de los Ochenta Años y la Guerra Anglo-Española. El asedio comenzó el 19 de mayo de 1591 y tuvo una duración de once días, tras los cuales la guarnición española se rindió.

## Antecedentes
Zutphen era una ciudad hanseática en la orilla este del río IJssel . En 1572, con el resurgimiento de la rebelión holandesa contra Felipe II de España, Zutphen fue conquistada por primera vez por tropas estatales dirigidas por Guillermo IV de Bergh . Más tarde, la ciudad fue recapturada por los españoles liderados por Fadrique Álvarez de Toledo y Enríquez de Guzmán
En 1586, los ingleses, bajo el mando del conde de Leicester, tomaron el importante reducto de Zutphen, pero pronto el traidor inglés Rowland York entregó el reducto a los españoles, dejando Zutphen bajo su completo control.
En 1590, Mauricio había tomado Breda escondiendo soldados dentro de una barcaza de turba y, por lo tanto, pudo utilizar Breda como base para nuevas operaciones. El ejército holandés podía entonces lanzar una ofensiva en tres puntos: al sur, al este y al norte. Maurice se dirigió hacia Nijmegen al este a lo largo del río IJssel.
A principios de 1591, el primer objetivo de Mauricio era recuperar Zutphen. Gracias a las vías de agua paralelas, podría trasladar las tropas y la artillería lo más rápidamente posible y también impedir que los españoles reforzaran las ciudades asediadas. La guarnición de Zutphen constaba de casi 1.000 españoles y valones, y en la orilla oeste del río se encontraba el importante fortín.

## Sitio
El ejército de Mauricio constaba de 9.000 soldados y 1.600 jinetes que marcharon a Zutphen, junto con 100 barcos. La rápida marcha en cinco días permitió a Mauricio preparar su artillería, que fue almacenada en los barcos; un método de transporte mucho más fácil que intentar arrastrarla por tierra sobre un terreno pantanoso.
Para tomar Zutphen, había que tomar el baluarte de la orilla oeste, ya que controlaba el puente principal de la ciudad. Una vez tomado éste, se podía asediar la ciudad propiamente dicha una vez desembarcados todos los cañones pesados de las barcazas.
Mauricio esperaba utilizar otra treta similar a la que había utilizado en Breda con la barcaza de turba. Francis Vere, al mando de las tropas inglesas, quería quitarse la "suciedad" de la traición de 1587 y, por tanto, quería dirigir el asalto. Vere consiguió su deseo y Mauricio le ordenó que tomara la escuadra en el Veluwe frente a Zutphen enviando no más de una docena de hombres y disfrazándolos de campesinos, algunos incluso vestidos de mujer. Se esperaba que los españoles pensaran que eran refugiados que escapaban del ejército holandés y les dejaran entrar. Una vez capturado el baluarte, Zutphen no tendría ninguna esperanza de resistir.
Vere condujo a las tropas inglesas a Doesburg y puso en marcha el plan. Los soldados disfrazados corrieron hacia el fuerte, "perseguidos" por una falsa carga de caballería. La guarnición abrió las puertas y dejó entrar a los soldados disfrazados; los ingleses llegaron a venderles mantequilla, queso y huevos a los guardias. Cuando se dio la orden, los ingleses redujeron a la guardia lo suficientemente rápido como para permitir que la caballería holandesa entrara rápidamente, seguida por el resto de las tropas, ya que se habían escondido detrás de un gran montículo cercano. Pronto, la fuerza anglo-holandesa dominó a los españoles y apuntó con los cañones a Zutphen. 

Tras esta exitosa estrategia, una vez asegurado el puente y reforzado por las compañías frisonas del conde Guillermo Luis, Mauricio inició el asalto propiamente dicho. Los artilleros holandeses subieron treinta piezas de artillería a tres puntos, por si la guarnición intentaba retomar la ciudad, y entonces abrieron fuego. La guarnición española no tardó en darse cuenta de que era inútil seguir resistiendo y se rindió a los sitiadores.

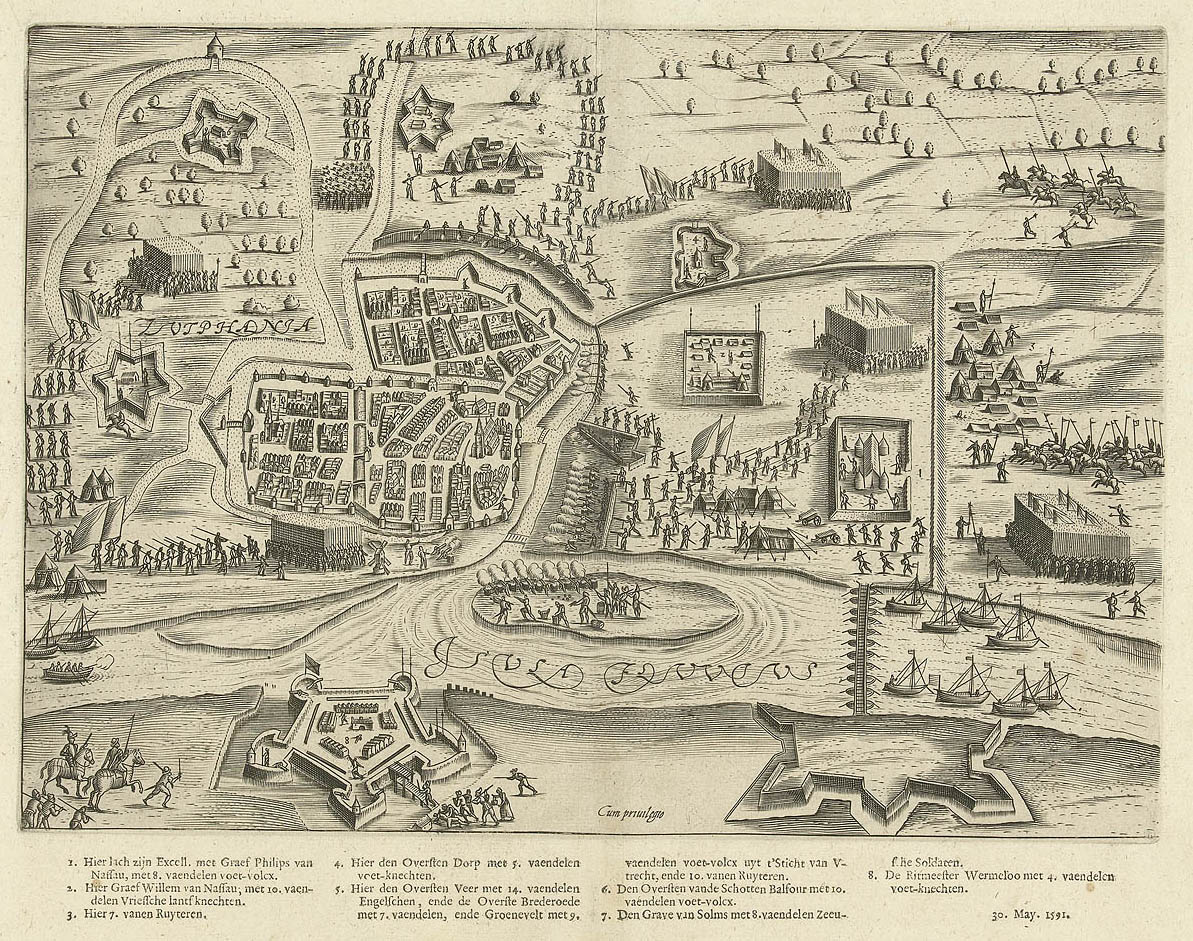
Asedio de Zutphen en 1591 por Bartholomeus Dolendo - Los ingleses están atacando el reducto en la parte superior de la imagen
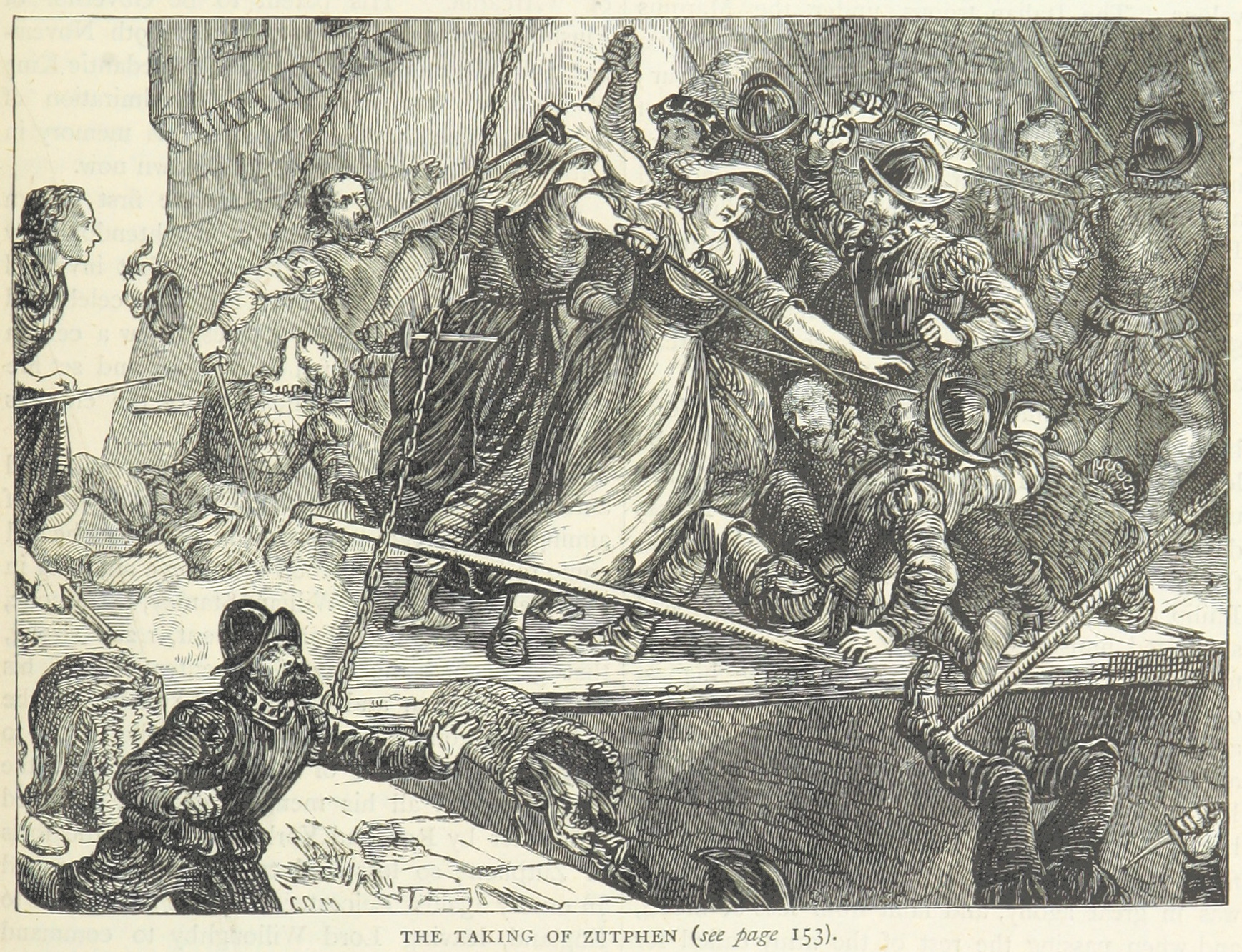
Los soldados ingleses disfrazados toman el reducto, de un libro victoriano.

## Consecuencias

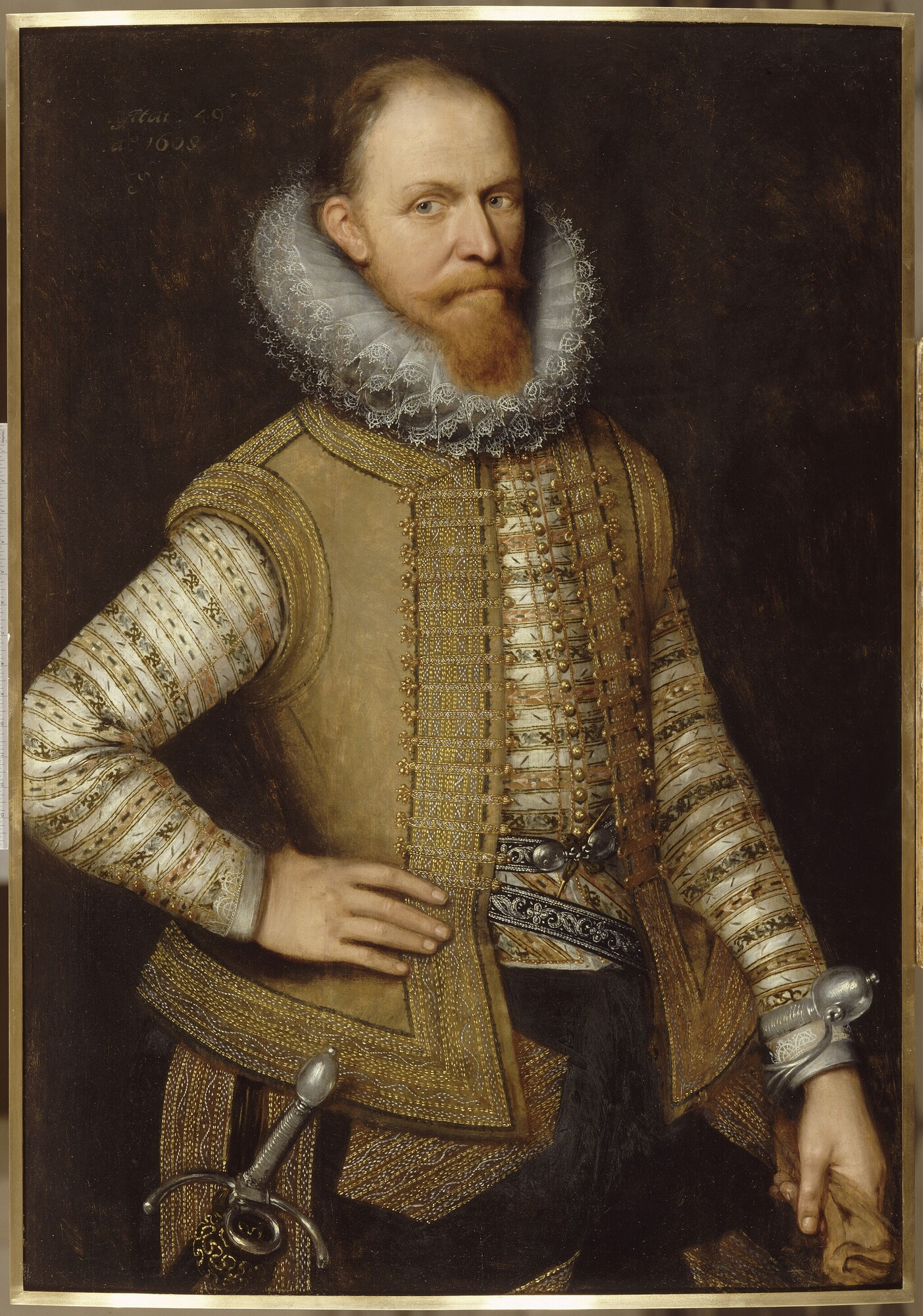
Mauricio de Nassau

La ciudad que tanto había eludido a los holandeses estaba ahora firmemente en sus manos, mientras que los españoles habían perdido una ciudad importante. Las condiciones de la rendición fueron leves: se permitió a la guarnición retirarse y a los ciudadanos se les concedió tres días para marcharse o jurar lealtad a la República Holandesa. Tras establecer una fuerte guarnición en Zutphen, Mauricio marchó hacia el norte con su ejército, enviando su artillería y municiones por el IJssel en barcazas. Su siguiente objetivo sería Deventer.
Vere fue apodado "el zorro" después de su exitosa artimaña empleada durante el asedio; desenterró el cuerpo de Rowland York y lo colgó como recordatorio de su traición. Zutphen permanecería en manos holandesas durante el resto de la guerra.